# Jacques Berlioz (zoologiste)
Pour les articles homonymes, voir Jacques Berlioz et Berlioz (homonymie).
Jacques Paul Antoine Berlioz est un zoologiste et ornithologiste français, né le 9 décembre 1891 à Paris et mort dans la même ville le 21 décembre 1975.
’

## Biographie
Jacques Berlioz est le fils d'Antoine Berlioz, docteur en médecine et pharmacien, et de Marguerite Pauline Ternisien. Il est le petit-neveu du compositeur Hector Berlioz. Il a étudié la médecine et la chimie pharmaceutique et obtenu un doctorat en pharmacie en 1917.
Il rejoint le Muséum national d'histoire naturelle en 1912 comme assistant au département d'entomologie, puis au département des mammifères et des oiseaux en 1920. Il en devient conservateur adjoint après quelques années et conservateur en chef en 1949 avec le titre de professeur, fonction qu’il a conservé jusqu’à son départ à la retraite en 1962.
Jacques Berlioz a voyagé avec Jean Delacour à Madagascar et au Vietnam pour y faire des de collectes entre 1925 et 1932.
Pendant de nombreuses années, il a été rédacteur de L'Oiseau et la Revue Française d'Ornithologie. Il est élu président de la Société ornithologique de France pour deux années en 1952. Vice-président de la Ligue pour la protection des oiseaux (LPO) en 1966. Membre honoraire de l'Société ornithologique américaine, de la British Ornithologists' Union, de la Deutsche Ornithologen-Gesellschaft, de la Société zoologique de Londres.
Il est inhumé au cimetière de Montmartre avec ses parents.

## Distinctions
- Chevalier de la Légion d'honneur, en 1935.
- Officier de la Légion d'honneur, en 1961[2]

### Orientation bibliographique
- « Notes sur un Coléoptère Phytophage de Madagascar, le Sphaerostola rufopicea Fairmaire », Bulletin de la Société entomologique de France, vol. 21(17),‎ 1916, p. 271-273 (lire en ligne)
- « Description d'une espèce nouvelle d'Eumolpide [Col. Chrysomelidae] nuisible aux Cacaoyers de l'île San-Thomé », Bulletin de la Société entomologique de France, vol. 24(4),‎ 1919, p. 88-89 (lire en ligne)
- « Le parc national de Yellowstone », Revue d'Écologie (La Terre et La Vie), t. 1, no 2,‎ 1931, p. 112-119 (lire en ligne)
- « Sur les Hauts-Plateaux du Mexique », Revue d'Écologie (La Terre et La Vie), t. 2, no 6,‎ 1932, p. 351-362 (lire en ligne)
- « Le peuplement avien de l'Océanie et celui de la Nouvelle-Calédonie », Journal de la Société des Océanistes, t. 1,‎ 1945, p. 59-66 (lire en ligne)
- « La réserve du lac Periyar dans l’Inde méridionale », La Terre et La Vie. Revue d'histoire naturelle, t. 3, no 3,‎ 1949, p. 81-88 (lire en ligne)
- « La Réserve de Rancho Grande (Venézuéla) », La Terre et La Vie. Revue d'histoire naturelle, t. 6, no 4,‎ 1952, p. 81-88 (lire en ligne)
- Jean Delacour (1976). Jacques Berlioz (1891-1975), The Ibis, 118 (4) : 595-596.
  - Jean Dorst (1965). Le Professeur Berlioz. L'Oiseau et la Revue Française d'Ornithologie. Vol. 35 (No. Spécial): 3-8.